# Lawrencezomus atlanticus
Espèce
Lawrencezomus atlanticus est une espèce de schizomides de la famille des Hubbardiidae.

## Distribution
Cette espèce est endémique du Cameroun.

## Description
Le mâle holotype mesure 2,65 mm et la femelle paratype 3,00 mm.

## Publication originale
- Armas, 2014 : Two new genera of African whip scorpions (Schizomida: Hubbardiidae). Arthropoda Selecta, vol. 23, no 2, p. 97–105 (texte intégral).